# Walzwerk (Solingen)
Walzwerk ist eine Wüstung in der bergischen Großstadt Solingen.

## Lage und Beschreibung
Die Wüstung Walzwerk befindet sich abseits der geschlossenen städtischen Bebauung im Solinger Stadtbezirk Burg/Höhscheid. Der Ort liegt im Eschbachtal östlich der Landesstraße 407, die Burg an der Wupper über Kellershammer mit Remscheid verbindet. Der Ort ist von bewaldeten Steilhängen umgeben, östlich liegt der Kellerhammersberg. An der Stelle der Wüstung befindet sich heute (2024) der Rest eines bis auf die Grundmauern abgebrochenen Gebäudes.
Benachbarte Orte sind bzw. waren (von Nord nach West): Hüttenhammer, Kellershammer, Johanneskotten, Altenhammer, Luhnshammer, Westhausen und Unterreinshagen.

## Geschichte
Nach den beiden nördlich gelegenen Kellershämmern entstand am heutigen Neuwerk ein drittes Hammerwerk, das zunächst im Besitz der Burger Kellner war, ehe es im 18. Jahrhundert in den Besitz der Remscheider Familie Hasenclever aus Ehringhausen überging. Zu Beginn des 19. Jahrhunderts war dort eine Sensenschmiede eingerichtet. Im Jahre 1841 wurden die Hämmer zurückgebaut und stattdessen nördlich ein Stahlwalzwerk errichtet. Das Werk galt als erstes Walzwerk in Preußen für Stahl und Stahlbleche. Von dieser Fabrik leitete sich eine Ortsbezeichnung ab, die bis heute in der Grundkarte verzeichnet ist.
Walzwerk gehörte nach Gründung der Mairien und späteren Bürgermeistereien zur Bürgermeisterei Burg, die im Jahre 1856 das Stadtrecht erhielt. Im Zuge des Düsseldorf-Gesetzes wurde Walzwerk zum 1. Januar 1975 mit der Stadt Burg an der Wupper in die Stadt Solingen eingemeindet.
Das Walzwerk wurde um 1900 aufgegeben. Ein zugehöriges Wohnhaus an der Straße wurde inzwischen größtenteils abgebrochen und wurde zur Ruine. Damit fiel der Ort wüst.